# 3281 Maupertuis
A 3281 Maupertuis (ideiglenes jelöléssel 1938 DZ) a Naprendszer kisbolygóövében található aszteroida. Yrjö Väisälä fedezte fel 1938. február 24-én.